# Fußballclub Hansa Rostock 2019-2020
Questa voce raccoglie le informazioni riguardanti il Fußballclub Hansa Rostock nelle competizioni ufficiali della stagione 2019-2020.

## Stagione
Nella stagione 2019-2020 l'Hansa Rostock, allenato da Jens Härtel, concluse il campionato di 3. Liga al 6º posto. In Coppa di Germania l'Hansa Rostock fu eliminato al primo turno dallo Stoccarda. In Coppa Meclemburgo-Pomerania Anteriore l'Hansa Rostock vinse la finale con il Torgelower.

## Rosa
| N. |                        | Ruolo | Calciatore         |
| -- | ---------------------- | ----- | ------------------ |
| 1  | Germania (bandiera)    | P     | Markus Kolke       |
| 3  | Germania (bandiera)    | D     | Julian Riedel      |
| 4  | Germania (bandiera)    | D     | Kai Bülow          |
| 5  | Danimarca (bandiera)   | C     | Nikolas Nartey     |
| 6  | Montenegro (bandiera)  | C     | Mirnes Pepić       |
| 7  | Germania (bandiera)    | D     | Nico Neidhart      |
| 9  | Germania (bandiera)    | A     | Erik Engelhardt    |
| 10 | Germania (bandiera)    | C     | Korbinian Vollmann |
| 13 | Germania (bandiera)    | D     | Paul Wiese         |
| 14 | Italia (bandiera)      | D     | Max Reinthaler     |
| 15 | Canada (bandiera)      | D     | Adam Straith       |
| 16 | Germania (bandiera)    | D     | Nils Butzen        |
| 17 | Danimarca (bandiera)   | C     | Rasmus Thellufsen  |
| 18 | Paesi Bassi (bandiera) | A     | John Verhoek       |

| N. |                     | Ruolo | Calciatore            |
| -- | ------------------- | ----- | --------------------- |
| 19 | Germania (bandiera) | A     | Aaron Opoku           |
| 20 | Germania (bandiera) | C     | Lukas Scherff         |
| 22 | Germania (bandiera) | P     | Alexander Sebald      |
| 23 | Germania (bandiera) | D     | Sven Sonnenberg       |
| 24 | Germania (bandiera) | A     | Michel Ulrich         |
| 25 | Germania (bandiera) | C     | Oliver Daedlow        |
| 26 | Germania (bandiera) | C     | Tanju Öztürk          |
| 27 | Germania (bandiera) | D     | Nico Rieble           |
| 30 | Germania (bandiera) | P     | Ben Voll              |
| 31 | Germania (bandiera) | C     | Nico Granatowski      |
| 33 | Germania (bandiera) | D     | Maximilian Ahlschwede |
| 37 | Germania (bandiera) | A     | Daniel Hanslik        |
| 39 | Germania (bandiera) | A     | Pascal Breier         |
| 40 | Slovenia (bandiera) | A     | Nik Omladič           |

## Organigramma societario
Area tecnica
- Allenatore: Jens Härtel
- Allenatore in seconda: Uwe Ehlers, Ronny Thielemann
- Preparatore dei portieri: Dirk Orlishausen
- Preparatori atletici: Björn Bornholdt

## Calciomercato

### Sessione estiva
| Acquisti | Acquisti           | Acquisti              | Acquisti |
| R.       | Nome               | da                    | Modalità |
| -------- | ------------------ | --------------------- | -------- |
| C        | Nikolas Nartey     | Stoccarda             |          |
| A        | Nik Omladič        | Greuther Fürth        |          |
| C        | Rasmus Thellufsen  | Aalborg               |          |
| A        | Osman Atilgan      | Dinamo Dresda         |          |
| A        | John Verhoek       | Duisburg              |          |
| D        | Nils Butzen        | Magdeburgo            |          |
| A        | Erik Engelhardt    | Norimberga II         |          |
| P        | Markus Kolke       | Wehen Wiesbaden       |          |
| D        | Frederik Lach      | Wattenscheid 09       |          |
| D        | Nico Neidhart      | Emmen                 |          |
| A        | Aaron Opoku        | Amburgo               |          |
| A        | Elsamed Ramaj      | 1. FC Kaan-Marienborn |          |
| D        | Sven Sonnenberg    | Colonia II            |          |
| D        | Adam Straith       | Sportfreunde Lotte    |          |
| P        | Ben Voll           | Alemannia Aquisgrana  |          |
| C        | Korbinian Vollmann | Sandhausen            |          |

| Cessioni | Cessioni            | Cessioni          | Cessioni |
| R.       | Nome                | a                 | Modalità |
| -------- | ------------------- | ----------------- | -------- |
| D        | Frederik Lach       | Verl              |          |
| C        | Merveille Biankadi  | Heidenheim        |          |
| C        | Johann Berger       | Holstein Kiel II  |          |
| A        | Anton Donkor        | Carl Zeiss Jena   |          |
| C        | Willi Evseev        | Meppen            |          |
| P        | Iōannīs Gkelios     | Holstein Kiel     |          |
| P        | Eric Gründemann     | Elversberg        |          |
| A        | Marcel Hilßner      | Paderborn         |          |
| D        | Oliver Hüsing       | Heidenheim        |          |
| A        | Cebio Soukou        | Arminia Bielefeld |          |
| A        | Del-Angelo Williams | Elversberg        |          |

### Sessione invernale
| Acquisti | Acquisti         | Acquisti      | Acquisti |
| R.       | Nome             | da            | Modalità |
| -------- | ---------------- | ------------- | -------- |
| A        | Daniel Hanslik   | Holstein Kiel |          |
| C        | Nico Granatowski | Osnabrück     |          |

| Cessioni | Cessioni          | Cessioni        | Cessioni |
| R.       | Nome              | a               | Modalità |
| -------- | ----------------- | --------------- | -------- |
| A        | Osman Atilgan     | Dinamo Dresda   |          |
| A        | Marco Königs      | Preußen Münster |          |
| A        | Elsamed Ramaj     | Lubecca         |          |
| C        | Jonas Hildebrandt | Rot-Weiss Essen |          |

## Risultati

### 3. Liga

#### Girone di andata
| Arbitro: | Stieler |

|                                      |           |                                 |
| Kyere 9’ (aut.) Breier 13’ Opoku 19’ | Marcatori | 27’, 62’ Bunjaku 49’ Holzweiler |

| Arbitro: | Aarnink |

|           |           |  |
| Jopek 88’ | Marcatori |  |

| Arbitro: | Fritsch |

|                         |           |                    |
| Breier 41’ Vollmann 50’ | Marcatori | 84’ (aut.) Straith |

| Arbitro: | Gasteier |

|              |           |  |
| Schröter 29’ | Marcatori |  |

| Arbitro: | Winter |

|  |           |              |
|  | Marcatori | 79’ Behounek |

| Arbitro: | Osmanagic |

|                                |           |                     |
| Kutschke 8’ (rig.), 90’ (rig.) | Marcatori | 49’ Opoku 84’ Bülow |

| Arbitro: | Braun |

|           |           |  |
| Opoku 77’ | Marcatori |  |

| Arbitro: | Cortus |

|         |           |                        |
| Bär 38’ | Marcatori | 3’ Neidhart 35’ Breier |

| Arbitro: | Exner |

|           |           |               |
| Breier 2’ | Marcatori | 49’ Viteritti |

| Arbitro: | Schmidt |

|                  |           |            |
| Christiansen 60’ | Marcatori | 47’ Breier |

| Arbitro: | Schultes |

|                |           |           |
| Breier 9’, 24’ | Marcatori | 82’ Guder |

| Arbitro: | Storks |

|  |           |             |
|  | Marcatori | 33’ Omladič |

| Arbitro: | Stegemann |

|                            |           |             |
| Ahlschwede 43’ Omladič 50’ | Marcatori | 59’ Mölders |

| Arbitro: | Cortus |

|                                |           |                |
| Donkor 42’ Käuper 61’ Bock 69’ | Marcatori | 54’ Sonnenberg |

| Arbitro: | Reichel |

|            |           |                          |
| Nartey 55’ | Marcatori | 53’ Scepanik 82’ Vermeij |

| Arbitro: | Schlager |

|                         |           |  |
| Kühlwetter 24’ Pick 41’ | Marcatori |  |

| Arbitro: | Pfeifer |

|                     |           |  |
| Pfeiffer 45’ (aut.) | Marcatori |  |

| Arbitro: | Hussein |

|                                             |           |             |
| Boere 22’, 90’ Scherff 37’ (aut.) Maroh 61’ | Marcatori | 21’ Omladič |

| Arbitro: | Kessel |

|            |           |                        |
| Breier 25’ | Marcatori | 45’ Hosiner 49’ Tallig |

#### Girone di ritorno
| Arbitro: | Winter |

|            |           |                                                       |
| Tachie 88’ | Marcatori | 11’ Scherff 16’ Öztürk 29’ Breier 80’, 89’ Thellufsen |

| Arbitro: | Ittrich |

|              |           |  |
| Vollmann 65’ | Marcatori |  |

| Arbitro: | Sather |

|                   |           |  |
| Wriedt 28’ (rig.) | Marcatori |  |

| Arbitro: | Benen |

|              |           |                 |
| Neidhart 60’ | Marcatori | 79’ Stroh-Engel |

| Arbitro: | Thomsen |

|  |           |             |
|  | Marcatori | 22’ Verhoek |

| Arbitro: | Zorn |

|                                   |           |  |
| Butzen 21’ Verhoek 35’ Breier 85’ | Marcatori |  |

| Arbitro: | Schultes |

|                   |           |  |
| Butzen 66’ (aut.) | Marcatori |  |

| Arbitro: | Sather |

|                             |           |  |
| Verhoek 2’, 90’ Hanslik 14’ | Marcatori |  |

| Arbitro: | Hanslbauer |

|                     |           |                                    |
| Miatke 60’ Huth 73’ | Marcatori | 22’ (rig.) Granatowski 27’ Verhoek |

| Arbitro: | Burda |

|  |           |                   |
|  | Marcatori | 85’ (rig.) Ferati |

| Arbitro: | Exner |

|  |           |                           |
|  | Marcatori | 7’, 26’ Opoku 83’ Hanslik |

| Arbitro: | Schwengers |

|                                                  |           |                    |
| Ahlschwede 41’ (rig.) Granatowski 70’ Breier 90’ | Marcatori | 79’ (rig.) Gjasula |

| Arbitro: | Kempter |

|  |           |            |
|  | Marcatori | 60’ Breier |

| Arbitro: | Müller |

|                                                      |           |  |
| Breier 16’, 44’ Ahlschwede 45’ (rig.) Thellufsen 87’ | Marcatori |  |

| Duisburg 20 giugno 2020, ore 14:00 CEST 34ª giornata | Duisburg | 0 – 0 referto | Hansa Rostock | Schauinsland-Reisen-Arena (0 spett.)\| Arbitro: \| Osmers \| |
| Arbitro:                                             | Osmers   |               |               |                                                              |

| Arbitro: | Schröder |

|                       |           |             |
| Ahlschwede 74’ (rig.) | Marcatori | 39’ Morabet |

| Arbitro: | Schultes |

|                              |           |            |
| Hägele 19’ Pfeiffer 31’, 70’ | Marcatori | 87’ Breier |

| Arbitro: | Steinhaus-Webb |

|             |           |  |
| Hanslik 19’ | Marcatori |  |

| Arbitro: | Brand |

|                                            |           |                            |
| Hosiner 50’ (rig.), 86’, 88’ Reddemann 78’ | Marcatori | 52’ Scherff 89’ Engelhardt |

### Coppa di Germania
| Arbitro: | Jablonski |

|  |           |               |
|  | Marcatori | 18’ Ghaddioui |

### Coppa Meclemburgo-Pomerania Anteriore
| Bad Doberan 6 settembre 2019, ore 17:30 CEST Secondo turno | Doberaner FC | 0 – 0 referto | Hansa Rostock | Am Busbahnhof |

| Güstrow 12 ottobre 2019, ore 14:00 CEST Terzo turno | Güstrower SC 09 | 0 – 0 referto | Hansa Rostock | Friedrich-Ludwig-Jahn-Stadion |

| 16 novembre 2019, ore 13:00 CET Ottavi di finale | TSV Bützow | 0 – 5 | Hansa Rostock |  |

| 7 marzo 2020, ore 13:00 CET Quarti di finale | SV Pastow | 0 – 3 | Hansa Rostock |  |

| 16 agosto 2020, ore 14:00 CEST Semifinale | Schönberg | 0 – 5 | Hansa Rostock |  |

| 22 agosto 2020, ore 16:45 CEST Finale | Hansa Rostock | 3 – 0 | Torgelower |  |

## Statistiche

### Statistiche di squadra
| Competizione                          | Punti | In casa | In casa | In casa | In casa | In casa | In casa | In trasferta | In trasferta | In trasferta | In trasferta | In trasferta | In trasferta | Totale | Totale | Totale | Totale | Totale | Totale | DR  |
| Competizione                          | Punti | G       | V       | N       | P       | Gf      | Gs      | G            | V            | N            | P            | Gf           | Gs           | G      | V      | N      | P      | Gf     | Gs     | DR  |
| ------------------------------------- | ----- | ------- | ------- | ------- | ------- | ------- | ------- | ------------ | ------------ | ------------ | ------------ | ------------ | ------------ | ------ | ------ | ------ | ------ | ------ | ------ | --- |
| 3. Liga                               | 59    | 19      | 11      | 4       | 4       | 31      | 16      | 19           | 6            | 4            | 9            | 23           | 27           | 38     | 17     | 8      | 13     | 54     | 43     | +11 |
| Coppa di Germania                     | -     | 1       | 0       | 0       | 1       | 0       | 1       | 0            | 0            | 0            | 0            | 0            | 0            | 1      | 0      | 0      | 1      | 0      | 1      | -1  |
| Coppa Meclemburgo-Pomerania Anteriore | -     | 1       | 1       | 0       | 0       | 3       | 0       | 5            | 3            | 2            | 0            | 13           | 0            | 6      | 4      | 2      | 0      | 16     | 0      | +16 |
| Totale                                | 59    | 21      | 12      | 4       | 5       | 34      | 17      | 24           | 9            | 6            | 9            | 36           | 27           | 45     | 21     | 10     | 14     | 70     | 44     | +26 |

### Andamento in campionato
| Giornata  | 1 | 2  | 3 | 4  | 5  | 6  | 7  | 8  | 9  | 10 | 11 | 12 | 13 | 14 | 15 | 16 | 17 | 18 | 19 | 20 | 21 | 22 | 23 | 24 | 25 | 26 | 27 | 28 | 29 | 30 | 31 | 32 | 33 | 34 | 35 | 36 | 37 | 38 |
| --------- | - | -- | - | -- | -- | -- | -- | -- | -- | -- | -- | -- | -- | -- | -- | -- | -- | -- | -- | -- | -- | -- | -- | -- | -- | -- | -- | -- | -- | -- | -- | -- | -- | -- | -- | -- | -- | -- |
| Luogo     | C | T  | C | T  | C  | T  | C  | T  | C  | T  | C  | T  | C  | T  | C  | T  | C  | T  | C  | T  | C  | T  | C  | T  | C  | T  | C  | T  | C  | T  | C  | T  | C  | T  | C  | T  | C  | T  |
| Risultato | N | P  | V | P  | P  | N  | V  | V  | N  | N  | V  | V  | V  | P  | P  | P  | V  | P  | P  | V  | V  | P  | N  | V  | V  | P  | V  | N  | P  | V  | V  | V  | V  | N  | N  | P  | V  | P  |
| Posizione | 7 | 14 | 8 | 13 | 18 | 17 | 13 | 10 | 10 | 13 | 10 | 7  | 6  | 6  | 7  | 10 | 8  | 12 | 13 | 11 | 9  | 9  | 12 | 10 | 7  | 10 | 8  | 10 | 11 | 9  | 8  | 4  | 4  | 5  | 6  | 6  | 6  | 6  |

Legenda:

Luogo: C = Casa; T = Trasferta. Risultato: V = Vittoria; N = Pareggio; P = Sconfitta.

### Statistiche dei giocatori
| Giocatore      | 3. Liga  | 3. Liga | 3. Liga     | 3. Liga    | Coppa di Germania | Coppa di Germania | Coppa di Germania | Coppa di Germania | Totale   | Totale | Totale      | Totale     |
| Giocatore      | Presenze | Reti    | Ammonizioni | Espulsioni | Presenze          | Reti              | Ammonizioni       | Espulsioni        | Presenze | Reti   | Ammonizioni | Espulsioni |
| -------------- | -------- | ------- | ----------- | ---------- | ----------------- | ----------------- | ----------------- | ----------------- | -------- | ------ | ----------- | ---------- |
| M. Ahlschwede  | 32       | 4       | 8           | 0          | 1                 | 0                 | 0                 | 0                 | 33       | 4      | 8           | 0          |
| O. Atilgan     | 2        | 0       | 0           | 0          | 0                 | 0                 | 0                 | 0                 | 2        | 0      | 0           | 0          |
| P. Breier      | 36       | 15      | 1           | 0          | 1                 | 0                 | 0                 | 0                 | 37       | 15     | 1           | 0          |
| N. Butzen      | 33       | 1       | 2           | 0          | 1                 | 0                 | 0                 | 0                 | 34       | 1      | 2           | 0          |
| K. Bülow       | 23       | 1       | 5           | 0          | 0                 | 0                 | 0                 | 0                 | 23       | 1      | 5           | 0          |
| O. Daedlow     | 1        | 0       | 0           | 0          | 0                 | 0                 | 0                 | 0                 | 1        | 0      | 0           | 0          |
| E. Engelhardt  | 2        | 1       | 0           | 0          | 0                 | 0                 | 0                 | 0                 | 2        | 1      | 0           | 0          |
| N. Granatowski | 13       | 2       | 1           | 0          | 0                 | 0                 | 0                 | 0                 | 13       | 2      | 1           | 0          |
| D. Hanslik     | 17       | 3       | 2           | 0          | 0                 | 0                 | 0                 | 0                 | 17       | 3      | 2           | 0          |
| J. Hildebrandt | 8        | 0       | 1           | 0          | 1                 | 0                 | 0                 | 0                 | 9        | 0      | 1           | 0          |
| M. Kolke       | 38       | 0       | 2           | 0          | 1                 | 0                 | 0                 | 0                 | 39       | 0      | 2           | 0          |
| M. Königs      | 9        | 0       | 0           | 0          | 1                 | 0                 | 1                 | 0                 | 10       | 0      | 1           | 0          |
| F. Lach        | 0        | 0       | 0           | 0          | 0                 | 0                 | 0                 | 0                 | 0        | 0      | 0           | 0          |
| N. Nartey      | 19       | 1       | 2           | 0          | 0                 | 0                 | 0                 | 0                 | 19       | 1      | 2           | 0          |
| N. Neidhart    | 30       | 2       | 11          | 0          | 0                 | 0                 | 0                 | 0                 | 30       | 2      | 11          | 0          |
| N. Omladič     | 11       | 3       | 0           | 0          | 0                 | 0                 | 0                 | 0                 | 11       | 3      | 0           | 0          |
| A. Opoku       | 33       | 5       | 1           | 0          | 0                 | 0                 | 0                 | 0                 | 33       | 5      | 1           | 0          |
| M. Pepić       | 32       | 0       | 8           | 0          | 1                 | 0                 | 0                 | 0                 | 33       | 0      | 8           | 0          |
| E. Ramaj       | 4        | 0       | 0           | 0          | 1                 | 0                 | 0                 | 0                 | 5        | 0      | 0           | 0          |
| M. Reinthaler  | 22       | 0       | 5           | 0          | 0                 | 0                 | 0                 | 0                 | 22       | 0      | 5           | 0          |
| N. Rieble      | 15       | 0       | 4           | 0          | 1                 | 0                 | 0                 | 0                 | 16       | 0      | 4           | 0          |
| J. Riedel      | 26       | 0       | 4           | 0          | 1                 | 0                 | 0                 | 0                 | 27       | 0      | 4           | 0          |
| L. Scherff     | 22       | 2       | 1           | 0          | 0                 | 0                 | 0                 | 0                 | 22       | 2      | 1           | 0          |
| A. Sebald      | 0        | 0       | 0           | 0          | 0                 | 0                 | 0                 | 0                 | 0        | 0      | 0           | 0          |
| S. Sonnenberg  | 32       | 1       | 10          | 0          | 1                 | 0                 | 1                 | 0                 | 33       | 1      | 11          | 0          |
| A. Straith     | 9        | 0       | 1           | 0          | 0                 | 0                 | 0                 | 0                 | 9        | 0      | 1           | 0          |
| R. Thellufsen  | 14       | 3       | 0           | 0          | 0                 | 0                 | 0                 | 0                 | 14       | 3      | 0           | 0          |
| M. Ulrich      | 1        | 0       | 0           | 0          | 0                 | 0                 | 0                 | 0                 | 1        | 0      | 0           | 0          |
| J. Verhoek     | 26       | 5       | 1           | 1          | 1                 | 0                 | 0                 | 0                 | 27       | 5      | 1           | 1          |
| B. Voll        | 0        | 0       | 0           | 0          | 0                 | 0                 | 0                 | 0                 | 0        | 0      | 0           | 0          |
| K. Vollmann    | 31       | 2       | 2           | 0          | 1                 | 0                 | 0                 | 0                 | 32       | 2      | 2           | 0          |
| P. Wiese       | 0        | 0       | 0           | 0          | 0                 | 0                 | 0                 | 0                 | 0        | 0      | 0           | 0          |
| T. Öztürk      | 11       | 1       | 4           | 0          | 1                 | 0                 | 0                 | 0                 | 12       | 1      | 4           | 0          |